# Monte bajo
Se denomina monte bajo a los entornos naturales o ecosistemas en los que predomina vegetación de arbustos y pequeños árboles que no superan los 6 m de altura. Se los encuentra con mayor frecuencia entre los 32° de latitud Norte y los 40° de latitud Sur.
Los montes bajos abarcan extensas áreas en la Tierra, especialmente en zonas semiáridas y áridas.  Se destaca su presencia en la zona del mar Mediterráneo, el sur de Sudáfrica y la zona sur del continente australiano.
El monte bajo puede bien estar formado por arbustos de hoja perenne y pequeña, adaptada a zonas áridas y a suelos con escasos nutrientes, o bien ser arbustos de hojas caducas que caen durante la estación seca. Son ejemplos característicos de montes bajos el chaparral propio del Mediterráneo, y el mallee que se desarrolla en Australia en el cual abundan las especies de eucaliptos de baja altura. 
En términos selvícolas, monte bajo es un método de beneficio en el que la masa se renueva tras las cortas a partir de brotes de cepa o de raíz (chirpiales). Aunque el término no se aplique al tamaño que puedan alcanzar los pies, los tratamientos aplicados se basan en cortas frecuentes con presencia de varios pies en una misma cepa, por lo que la masa resultante no suele alcanzar gran altura. El monte bajo se ha empleado históricamente para obtener leña para uso directo o carboneo con especies del género Quercus, especialmente encinas (Quercus ilex) y rebollos (Quercus pyrenaica). Actualmente es también el método empleado para el aprovechamiento del eucalipto, alcanzando los pies, en este caso, alturas que no están en consonancia con el concepto popular de monte bajo.
Relacionados con este término existe el de monte alto cuando los pies se renuevan a partir de brotes de semilla, o monte medio cuando coexisten ambos tipos de regeneración.